# Songs and Proverbs of William Blake
Songs and Proverbs of William Blake è un ciclo di canzoni composto da Benjamin Britten (1913-76) nel 1965 per voce di baritono e pianoforte e pubblicato come Op. 74.

## Storia
La partitura pubblicata delle opere afferma che le parole sono state "selezionate da Peter Pears" da Proverbs of Hell, Auguries of Innocence e Songs of Experience di William Blake (1757-1827). Fu presentato in anteprima al Festival di Aldeburgh nel giugno 1965 dal baritono tedesco Dietrich Fischer-Dieskau (1925 - 2012) e dal compositore. Il critico William Mann pensava che il ciclo sarebbe stato giudicato "il ciclo di canzoni più profondo e sottile di Britten" e John Warrack ha scritto sul Daily Telegraph che Britten "ha, credo, qui fatto i conti con l'oscurità e il senso di crudeltà che ha sempre perseguitato la sua arte".

## Incisioni
Il ciclo è stato registrato per la Decca dagli artisti originali nel dicembre 1965 nella Kingsway Hall di Londra con John Culshaw come produttore e Kenneth Wilkinson come ingegnere. Una registrazione di Gerald Finley (baritono) e Julius Drake (pianoforte) ha vinto il Gramophone Award per voce solista nel 2011.

## Struttura
Il ciclo è composto, senza interruzioni, ma si divide nelle seguenti sezioni:
1. "Proverb 1"
2. "London"
3. "Proverb 2"
4. "The Chimney Sweeper"
5. "Proverb 3"
6. "A Poison Tree"
7. "Proverb 4"
8. "The Tyger"
9. "Proverb 5"
10. "The Fly"
11. "Proverb 6"
12. "Ah! Sun-flower"
13. "Proverb 7"
14. "Every Night and Every Morn"

"Proverb 7" e "Every Night and Every Morn" sono tratti da Auguries of Innocence; gli altri proverbi provengono da Proverbs of Hell e le altre poesie da Songs of Experience.